# معناسازی (روان‌شناسی)
معناسازی (انگلیسی: Meaning-making) در روان‌شناسی، فرآیندی است که در آن افراد چگونه رویدادهای زندگی، روابط و خود را تفسیر می‌کنند، می‌فهمند یا معنا می‌کنند.
این اصطلاح به‌طور گسترده در رویکردهای سازنده‌گرایانه به روان‌شناسی مشاوره و روان‌درمانی، به ویژه در هنگام سوگ استفاده می‌شود که در آن افراد نوعی معنی را به یک مرگ یا ضرر تجربه شده نسبت می‌دهند. این اصطلاح در روان‌شناسی تربیتی نیز به کار می‌رود.
در معنای وسیع‌تر، معناسازی هدف اصلی پژوهشی نشانه‌شناسی، زیست‌نشانه‌شناسی و سایر زمینه‌ها است. معناسازی اجتماعی هدف اصلی پژوهش نشانه‌شناسی اجتماعی و رشته‌های مرتبط است.

## تاریخچه

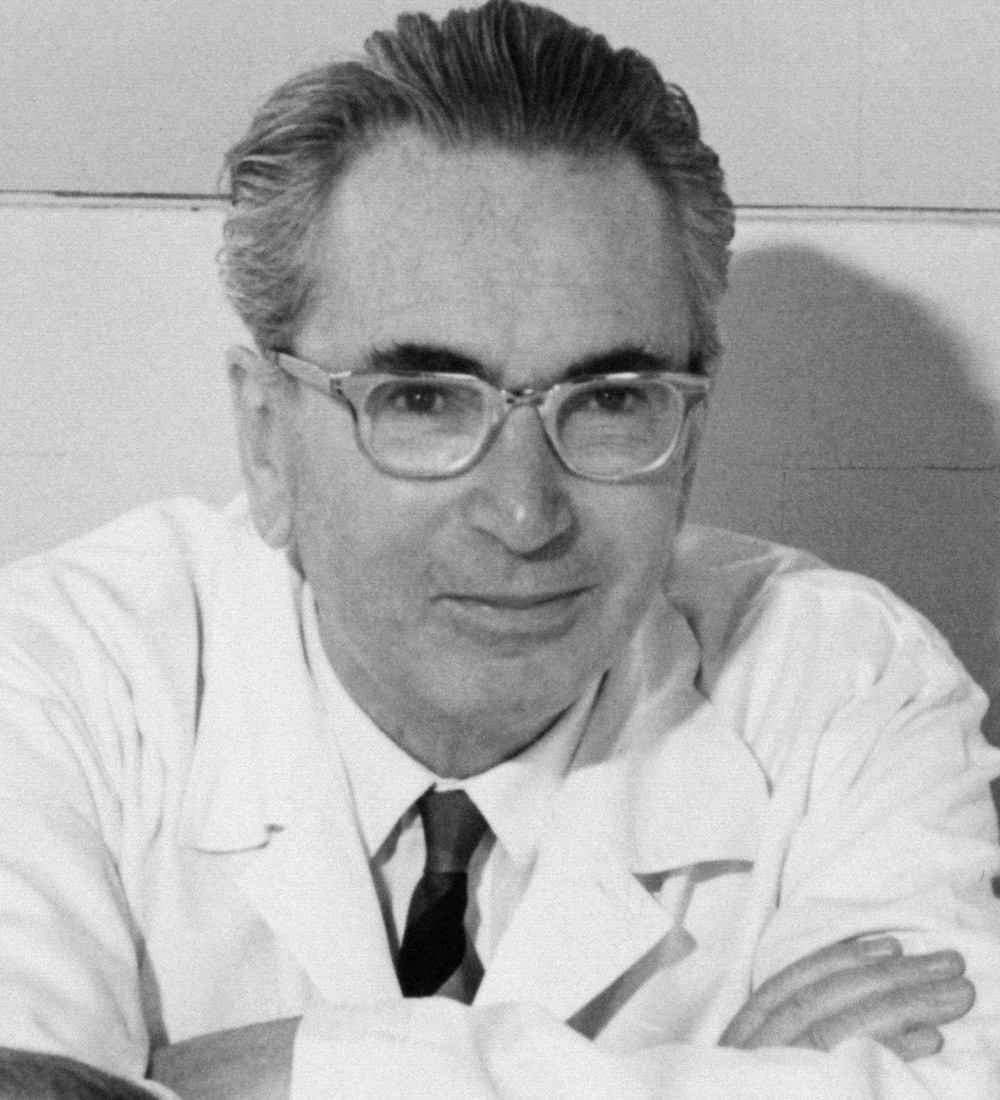
ویکتور فرانکل، نویسنده کتاب انسان در جستجوی معنا

روان‌پزشک و بازمانده هولوکاست ویکتور فرانکل، بنیان‌گذار معنادرمانی در دهه ۱۹۴۰، در کتاب خود در سال ۱۹۴۶ به نام انسان در جستجوی معنا مطرح کرد. انگیزه انسان کشف معنای زندگی است. فرانکل اصرار داشت که معنا را می‌توان تحت هر شرایطی حتی در بدترین تجارب از دست دادن و تراژدی کشف کرد. او گفت که مردم می‌توانند از طریق انجام یک عمل، تجربه ارزش و تجربه رنج، معنا را کشف کنند. اگرچه فرانکل از اصطلاح «معناسازی» استفاده نکرد، اما تأکید او بر معناسازی روان‌شناسان بعدی را تحت تأثیر قرار داد.
نیل پستمن و چارلز وینگارتنر، که هر دو منتقد آموزشی و مروج آموزش تحقیق بودند، فصلی به نام «معناسازی» را در کتاب خود آموزش به عنوان یک فعالیت خرابکارانه در سال ۱۹۶۹ منتشر کردند. در این فصل، آنها توضیح دادند که چرا اصطلاح «معناسازی» را به هر استعاره دیگری برای آموزش و یادگیری ترجیح می‌دهند.

## معنویت و دین‌داری
تحقیقات نقش مهمی را که ادیان اغلب در فرآیند معناسازی ایفا می کنند نشان داده است.
کریستال ال پارک از دانشگاه کنتیکت در مقاله دین به عنوان چارچوبی معناسازی در مقابله با استرس زندگی می‌نویسد، رویکردی که به‌طور فزاینده‌ای برای اندیشیدن به دین از دیدگاه روانشناختی رایج شده‌است، تلقی ادیان به عنوان «نظام‌های معنا» است. تحقیقات زیادی در روان‌شناسی دین در چارچوب این الگوی «نظام‌های معنا» انجام شده‌است. چنین تحقیقاتی همچنین نقش مثبتی را که معناسازی مذهبی می‌تواند در سلامت و تاب‌آوری، مقابله با استرس و گروه‌گرایی ایفا کند، نشان می‌دهد. از نظر اهداف، دین در هدف زندگی بسیاری از مردم نقش محوری دارد که انگیزه و اهداف نهایی را برای زندگی و همچنین نسخه‌ها و دستورالعمل‌هایی برای دستیابی به آن اهداف ارائه می‌دهد.
معناسازی از طریق معنویت و دینداری بسیار مهم است، زیرا به افراد کمک می‌کند تا با فقدان عزیز خود کنار بیایند و همچنین باورهای معنوی یا مذهبی خود را توسعه دهند. معنویت و دینداری به عزاداران کمک می‌کند تا دربارهٔ یک واقعیت ماورایی فکر کنند، جهان بینی خود را به اشتراک بگذارند و احساس تعلق به جوامعی با باورهای مشترک داشته باشند.
هنگامی که افراد دارای جهان‌بینی الهی درگیر یک رویداد استرس زا بزرگ زندگی باشند، از جهان‌بینی الهی برای ایجاد معنایی برای از دست دادن استفاده می‌کنند. سه راه اصلی وجود دارد که یک فرد خداباور ممکن است از طریق دین معنا بیافریند: ارزیابی مجدد مذهبی خیرخواهانه، ارزیابی مجدد خداوند مجازات، و ارزیابی مجدد قدرت خداوند. ارزیابی‌های مذهبی خیرخواهانه خداوند را در یک نور مثبت قرار می‌دهد و غمگینان ممکن است مرگ را بخشی از برنامه خداوند بدانند. بازنگری مجدد خداوند، خدا را در نور تاریک قرار می‌دهد و غمگینان ممکن است خدا را به خاطر این از دست دادن سرزنش کنند یا از جانب خدا احساس مجازات کنند. ارزیابی مجدد قدرت خداوند توانایی خدا را برای مداخله در شرایط زیر سؤال می‌برد. همه این ارزیابی‌ها به این کمک می‌کنند که چگونه سوگوار ممکن است معنایی برای از دست دادن خود بسازد.
یکی دیگر از راهبردهای معنابخشی که مردم استفاده می‌کنند، ایجاد معنا با ارزش‌گذاری برای زندگی‌شان است. افرادی که از این طریق معنا می‌آفرینند ممکن است سعی کنند زندگی خود را گرامی بدارند، سعی کنند هدف خود را بیابند یا سبک زندگی خود را تغییر دهند.